# Селиваново (Рыбинский район)
В Ярославской области есть ещё одна деревня Селиваново, в Угличском районе.
Селиваново — деревня в Глебовском сельском округе Глебовского сельского поселения Рыбинского района Ярославской области .
Деревня расположена примеро в 2 км к северо-востоку от села Ивановское, в 1 км к востоку от дороги Глебово—Легково. Деревня расположена на водоразделе. К югу от неё протекает в западном направлении ручей Ивановский, приток Волги, а севера от деревни начинается мелиоративная система и ручьи текущие на северо-восток, и впадающие в залив Рыбинского водохранилища, образовавшийся при затоплении долины реки Юга. Селиваново стоит на окруженном лесами поле, на котором севернее стоят деревни Тверево и Кудрино. Северо-восточнее Селиваново, за лесом, находится деревня Заболотье .
Деревня Селиванова указана на плане Генерального межевания Рыбинского уезда 1792 года.
На 1 января 2007 года в деревне числилось 6 постоянных жителей . Почтовое отделение, расположенное в селе Глебово, обслуживает в деревне Селиваново 17 домов .